# Richard MacGillivray Dawkins
Richard MacGillivray Dawkins (* 24. Oktober 1870 in Surbiton, Surrey; † 4. Mai 1955 in Oxford) war ein britischer Klassischer Archäologe und Neogräzist.

## Leben
Dawkins’ Eltern waren Richard Dawkins (1828–1896), ein Offizier der Royal Navy, und Mary Louisa MacGillivray. Nach dem Besuch der Totnes Grammar School und des Marlborough College begann Dawkins ein Studium der Elektrotechnik am King’s College London, gab es aber nach zwei Jahren wieder auf, um bei den Arc Works des Colonel R. E. B. Crompton in Chelmsford zu arbeiten. Diese Stelle gab er angesichts des Erbes, das er mit dem Tod seiner Eltern 1896/1897 erhalten hatte, auf und studierte von 1898 an Classics am Emmanuel College der Universität Cambridge. Mit dem Abschluss des Studiums 1902 wurde ihm eine Craven Scholarship für einen Studienaufenthalt an der British School at Athens von einem Jahr verliehen. Er blieb dort jedoch bis 1914 und war von 1904 bis 1910 zugleich Fellow des Emmanuel College ohne Residenzpflicht. Von 1906 bis 1914 war er außerdem Direktor der British School at Athens. 
Im Jahr 1907 erbte er von einem entfernten Verwandten mütterlicherseits das Haus Plas Dulas im walisischen Llandulas. Während des Ersten Weltkrieges war er zunächst von 1914 bis 1915 bei der Home Guard in Plas Dulas, danach von 1915 bis 1916 beim Intelligence Department of the British Legation. Anschließend war er Leutnant der Royal Naval Volunteer Reserve auf Kreta und dort bis 1919 mit Aufklärung beauftragt. Im Jahr 1920 wurde Dawkins zum ersten Bywater and Sotheby Professor of Byzantine and Modern Greek Language and Literature an der University of Oxford, 1922 auch zum Fellow des Exeter College ernannt, eine Stellung, die er bis zur Emeritierung 1938 innehatte. Seit 1933 war er Mitglied der British Academy.

## Leistungen
Dawkins war einer der Pioniere der Minoischen Archäologie und der Erforschung der griechischen Dialekte und Märchen. Er nahm an einer Grabung im kretischen Palekastro und an einem 1905 begonnenen Survey der Landschaft Lakonien teil. Von 1906 bis 1910 leitete er die Ausgrabung des bedeutenden Heiligtums der Artemis Orthia in Sparta. Im böotischen Rhitsona leitete er die Ausgrabung eines Friedhofs durch Ronald Montagu Burrows und Percy N. Ure. Von 1911 an leitete eine Grabung in Phylakopi auf der Kykladeninsel Milos. In den Jahren von 1909 bis 1911 betrieb er sprachwissenschaftliche Feldforschung in Kappadokien. Daraus entstand die erste und lange Zeit maßgebliche Untersuchung zum Kappadokischen, einem neugriechischen Dialekt mit starken türkischen Einflüssen. Auf byzantinistischem Gebiet hat sich Dawkins mit der Chronik des zypriotischen Schriftstellers Leontios Machairas aus dem 15. Jahrhundert beschäftigt und eine Schrift zu den Mönchen vom Berg Athos veröffentlicht.

## Schriften (Auswahl)
- Modern Greek in Asia Minor. A study of the dialects of Silli, Cappadocia and Phárasa. Cambridge University Press, Cambridge 1916, (Digitalisat).
- mit Robert C. Bosanquet: The unpublished objects from the Palaikastro excavations 1902–1906 (= The Society for the Promotion of Hellenic Studies. Supplementary Paper. 1, ISSN 0143-6562). Macmillan, London 1923.
- als Herausgeber: The sanctuary of Artemis Orthia at Sparta (= The Society for the Promotion of Hellenic Studies. Supplementary Paper. 5). Excavated and described by members of the British School at Athens. 1906–1910. Macmillan, London 1929.
- als Übersetzer und Herausgeber: Leontius Machairas: Recital concerning the sweet land of Cyprus entitled „Chronicle“. Edited with a translation and notes. 2 Bände. Clarendon Press, Oxford 1932.
- Norman Douglas (= The Lungarno Series. 11, ZDB-ID 3119861-2). G. Orioli, Florenz 1933, (Enlarged and revised edition. Rupert Hart-Davies, London 1952).
- The Monks of Athos. Allen & Unwin, London 1936.
- The Nature of the Cypriot Chronicle of Leontios Makhairas (= The Taylorian Lecture. 1945, ISSN 0268-0483). Clarendon Press, Oxford 1945.
- als Übersetzer und Herausgeber: Forty-five Stories from the Dodekanese. Edited and translated from the Mss. of Jacob Zarraftis. Cambridge University Press, Cambridge 1950.
- Modern Greek Folktales. Chosen and translated. Clarendon Press, Oxford 1953.